# Gelotia
Gelotia (лат.) — род пауков из семейства пауков-скакунов. В Южной и Юго-Восточной Азии известно около 10 видов.

## Распространение
Представители рода встречаются в Южной и Юго-Восточной Азии.

## Классификация
Известно около 10 видов. Виды этого рода близки к паукам родов Cocalus и Mintonia. Род был впервые выделен в 1890 году немецким арахнологом Торрелем (Tord Tamerlan Teodor Thorell, 1830—1901).
- Gelotia argenteolimbata (Simon, 1900) — Сингапур
- Gelotia bimaculata Thorell, 1890 — Суматра, Борнео
- Gelotia frenata Thorell, 1890 — Суматра typus
- Gelotia lanka Wijesinghe, 1991 — Шри-Ланка
- Gelotia robusta Wanless, 1984 — New Britain
- Gelotia salax (Thorell, 1877) — Сулавеси
- Gelotia syringopalpis Wanless, 1984 — Китай, Malaysia, Борнео